# Masjedsoleiman
Masjedsoleiman of Masjid-e Soleiman is een stad in Iran. De stad is bekend geworden omdat hier de eerste commerciële olieboring van het Midden-Oosten heeft plaatsgevonden.
De naam van de stad is afgeleid van een ruïne van een paleis van de Achaemeniden die door inwoners de Moskee van Salomon genoemd wordt.

## Begin Iraanse olieindustrie

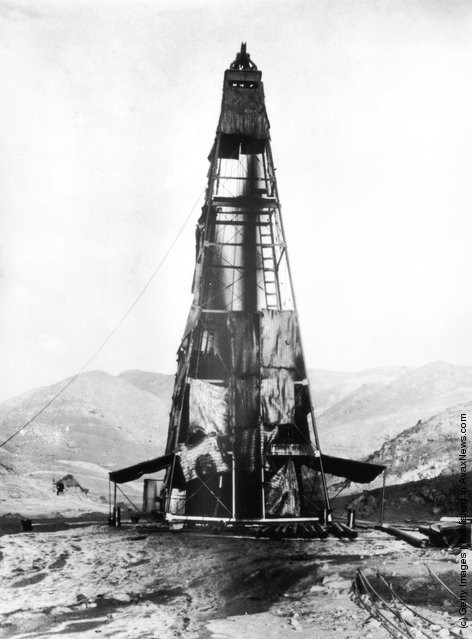
Eerste olieveld in Iran (1910)

In 1901 kreeg William Knox D'Arcy van shah Mozaffar ed-Din Kadjar een concessie om in Iran naar olie te zoeken. D‘Arcy was niet goed voorbereid en succes bleef uit. Na twee jaar was zijn geld op en in 1905 sloot hij een contract met Burmah Oil die geld en technische expertise ter beschikking stelde. Pas zeven jaar na het tekenen van de concessie werd in mei 1908 de eerste olie aangeboord in winbare hoeveelheden bij Masjedsoleiman. 

## Geboren in Masjedsoleiman
- Mohsen Rezaee (1954), politicus, econoom en voormalig militair commandant
- Merhan Karimi Nasseri (1945-2022), asielzoeker die bekend geworden is als bewoner van de luchthaven Charles de Gaulle nabij Parijs waar hij woonde van 26 augustus 1988 tot augustus 2006